# Durazno FC
Der Asociación Atlética Durazno Fútbol Club, kurz Durazno FC, Spitzname auch Los Rojos del Yí, war ein Fußballverein, vormals aus der Stadt Durazno im Departamento Durazno in der Mitte Uruguays. 

## Geschichte
Der Verein wurde am 22. November 2005 aus einem Zusammenschluss der Vereine Central, Juvenil, Nacional, Molles und Rampla gegründet und spielte von 2006 bis zu seiner Auflösung 2011 fünf Spielzeiten in der zweithöchsten uruguayischen Spielklasse, der Segunda División Profesional de Uruguay.
Der Durazno FC debütierte am 16. September 2006 mit einem 3:0-Heimsieg gegen El Tanque Sisley in der zweiten Liga und beendete die Saison als Zehnter. Der höchste Sieg gelang am 13. November 2007 mit einem 5:1-Heimsieg gegen Huracán Buceo. Durazno wurde in jener Saison Siebter. Die Saison 2008/09 beendete der Durazno FC auf Platz 4, nachdem er in der Zwischenwertung der Apertura 2008 den dritten Rang erreichte. Dies sollte die beste Saisonabschlussplatzierung bleiben. 2010 wurde Durazno Elfter und in der Saison 2011/2011, in der der Verein seine Heimspiele in der Hauptstadt Montevideo austrug, Zehnter.
Der Umzug nach Montevideo erwies sich als wirtschaftlich nachteilig und die Eigentümergesellschaft zog nach Plaza Colonia um. Dies sorgte dafür, dass der Verein zur Saison 2011/12 nicht mehr antrat und aufgelöst wurde.

## Trainerhistorie
- 8. Februar 2011 bis 7. März 2011: Adán Machado